# スタッド・ピエール＝モーロワ
スタッド・ピエール＝モーロワ（Stade Pierre-Mauroy）は、フランスのオー＝ド＝フランス地域圏（旧ノール＝パ・ド・カレー地域圏）ノール県ヴィルヌーヴ＝ダスク（リール都市共同体）にある多目的スタジアム。同地域に拠点を置くサッカーチーム、リールの新ホームスタジアムである。
2013年6月21日、リール・メトロポール都市共同体議会は、リールの元市長で、元首相であったピエール・モーロワの死没（2013年6月7日）にちなみ、この政治家の名誉を讃え、スタジアム名の改称を決議した。リール市民からは多くの反対があり、署名活動も行われるほど物議を醸したものの、結局決議の取り下げは果たされなかった。リールのサッカーファンの間では、今後も旧称が使われていくという。

## 概要
2009年に着工、2012年7月に完成。収容人数は最大50,186人。サッカーの他、ラグビー、テニスなどのスポーツ、コンサートにも使用される。内部にはホテル、レストランも設置され、最終的な建築費は6億1800万ユーロ（うちスタジアムの費用として2億8200万ユーロ）。

## 歴史
LOSCはリール市内のグリモンプレ・ジョリを使用していたが、老朽化したため（結局2005年に改築を断念し2010年に取り壊し）、2004-2005シーズンからリーグでは暫定的にスタジアム・ノール・リール・メトロポールを使用していた。しかしながら、この仮スタジアムも手狭であり、欧州サッカー連盟（UEFA）の指定するスタジアム基準に達していないため、ヴィルヌーヴ＝ダスクに新スタジアムを建設することになった。
2008年、開閉式屋根と移動方式のグラウンドを備えた5万人収納の多目的スタジアムが正式に採用され、翌年に着工。当初は2012年7月に完成予定であったが、実際には8月17日に行われたリーグ・アンの第2節にてこけら落としとなった。
UEFA EURO 2016の開催地の一つであり、準々決勝1試合を含む6試合が開催された。2024年パリオリンピックではハンドボールの決勝トーナメント及びバスケットボールの予選リーグの会場として使用される。